# Callanthiidae
I Callanthiidae sono una famiglia di pesci ossei appartenenti all'ordine Perciformes.

## Distribuzione e habitat
Sono diffusi nell'Oceano Atlantico orientale e nel mar Mediterraneo nonché negli oceani Indiano e Pacifico dove raggiungono la massima diversità. Nel Mediterraneo è presente la specie Callanthias ruber.
Vivono sia nei mari tropicali che in quelli temperati caldi, ma sembrano più comuni in acque subtropicali. Molte specie non vivono in acque costiere ma più in profondità, nel piano circalitorale.

## Descrizione
Appaiono simili alle specie del genere Anthias e affini della famiglia Serranidae da cui si possono distinguere solo per alcuni caratteri come la linea laterale che decorre sul margine superiore del corpo (in molte specie non è completa).

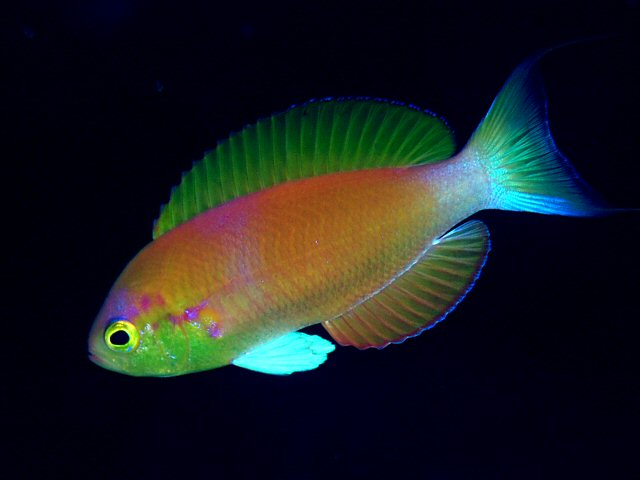
Callanthias japonicus

La colorazione della maggior parte delle specie vivace, rossa con linee, punti e screziature gialle o arancio.

## Biologia
Nella maggior parte delle specie è poco nota. Si tratta di animali carnivori.

## Tassonomia
Questo gruppo è stato a lungo considerato come una sottofamiglia dei Serranidae (Callanthiinae) o incluso nei Grammatidae.

### Generi e specie
A questa famiglia appartengono due generi e 13 specie:
- Genere Callanthias
  - Callanthias allporti
  - Callanthias australis
  - Callanthias japonicus
  - Callanthias legras
  - Callanthias parini
  - Callanthias platei
  - Callanthias ruber
  - Callanthias splendens
- Genere Grammatonotus
  - Grammatonotus ambiortus
  - Grammatonotus brianne
  - Grammatonotus crosnieri
  - Grammatonotus lanceolatus
  - Grammatonotus laysanus
  - Grammatonotus macrophthalmus
  - Grammatonotus pelipel
  - Grammatonotus roseus
  - Grammatonotus surugaensis
  - Grammatonotus xanthostigma